# لويك دوفال
لويك دوفال (بالفرنسية: Loïc Duval)‏ هو سائق سيارة سباق فرنسي، ولد في 12 يونيو 1982 في شارتر في فرنسا.

## وصلات خارجية
- الموقع الرسمي
- لويك دوفال على موقع DriverDB.com (الإنجليزية)